# ISO 3166-2:BQ
ISO 3166-2:BQ is een ISO-standaard met betrekking tot de zogenaamde geocodes. Het is een subset van de ISO 3166-2 tabel die specifiek betrekking heeft op Caribisch Nederland, bestaande uit de eilanden Bonaire, Sint Eustatius en Saba (Papiaments: Boneiru, Sint Eustatius y Saba)
De gegevens werden tot op 27 november 2015 geüpdatet op het ISO Online Browsing Platform (OBP). Hier worden 3 bijzondere gemeenten - munisipio spesial () / special municipality (en) / commune spéciale (fr) / bijzondere gemeente (nl) - gedefinieerd.
Volgens de eerste set, ISO 3166-1, staat BQ voor Bonaire, Sint Eustatius en Saba; het tweede gedeelte is een code bestaande uit twee letters.

## Codes
| Code  | Naam           |
| ----- | -------------- |
| BQ-BO | Bonaire        |
| BQ-SA | Saba           |
| BQ-SE | Sint Eustatius |